# 530739 Nanligong
530739 Nanligong è un asteroide della fascia principale. Scoperto nel 2011, presenta un'orbita caratterizzata da un semiasse maggiore pari a 3,1963121 au e da un'eccentricità di 0,1818548, inclinata di 17,20763° rispetto all'eclittica.